# Козел ефіопський
Козел ефіопський (Capra walie) — вид ссавців роду козлів (Capra).

## Поширення
Ендемік Ефіопії. Основним місцем проживання цього козла є круті, скелясті схили на висоті 2800-3400 метрів.

## Стиль життя
Зазвичай народжується одне маля.

## Морфологія

### Морфометрія
Самці в холці заввишки 970 мм, вага 120 кг. Самці більші за самиць.

### Опис
Верх каштановий, низ білуватий, є чорна смуга внизу передньої частини кожної кінцівки, старі самці мають чорну смугу на спині. У самців 4-7 років є невелика чорна борода; самці старшого віку мають більшу бороду і темні груди, самиці не мають борід. Роги у самців завдовжки в середньому 1160 мм.

## Загрози та охорона
Головною загрозою для цього виду є руйнування середовища існування, спричинене людським посяганням. Capra walie захищений ефіопськими законом.